# CMC Flamboyant
Le centre médical communal Les Flamboyants est un Centre de Santé publique de Conakry. Il est situé dans la commune de Ratoma.

## Histoire
Le centre médical communal Les flamboyants, commune de Ratoma, a été construit en 1997 pour abriter le service d'ophtalmologie. Il comprend aussi un service de médecine, une maternité, une pédiatrie, une pharmacie et un laboratoire.
il est un lieu de prise en charge des personnes vivants avec le VIH sida.
Pendant la pandémie il était un centre de prélèvement au Covid-19,.